# فيرجينيا ماككينا
فيرجينيا ماككينا (بالإنجليزية: Virginia McKenna)‏ هي مغنية وممثلة بريطانية، ولدت في 7 يونيو 1931 في المملكة المتحدة. من الجوائز التي نالتها جائزة لورنس أوليفيه وBritish Academy Television Award for Best Actress ‏ سنة 1956 وجائزة لورانس أوليفييه لأفضل ممثلة في فيلم موسيقي ‏ سنة 1979.

## أعمال

### أفلام
- (1966) ولدوا أحرارا

## جوائز وترشيحات
جوائز
- جائزة لورنس أوليفيه
- British Academy Television Award for Best Actress [الإنجليزية]‏ (1956)
- جائزة لورانس أوليفييه لأفضل ممثلة في فيلم موسيقي [الإنجليزية]‏ (1979)

ترشيحات
- جائزة غولدن غلوب لأفضل ممثلة - فيلم دراما، عن عمل: ولدوا أحرارا (1966)
- British Academy Television Award for Best Actress [الإنجليزية]‏ (1976)

## وصلات خارجية
- فيرجينيا ماككينا على موقع IMDb (الإنجليزية)
- فيرجينيا ماككينا على موقع ألو سيني (الفرنسية)
- فيرجينيا ماككينا على موقع ميوزك برينز (الإنجليزية)
- فيرجينيا ماككينا على موقع أول موفي (الإنجليزية)
- فيرجينيا ماككينا على موقع قاعدة بيانات الأفلام السويدية (السويدية)
- فيرجينيا ماككينا على موقع إن إن دي بي (الإنجليزية)
- فيرجينيا ماككينا على موقع ديسكوغز (الإنجليزية)
- فيرجينيا ماككينا على موقع قاعدة بيانات الفيلم (الإنجليزية)
- فيرجينيا ماككينا على موقع كينوبويسك (الروسية)